# Leucania albipuncta
Leucania albipuncta är en fjärilsart som beskrevs av Ignaz Schiffermüller 1776. Leucania albipuncta ingår i släktet Leucania och familjen nattflyn. Inga underarter finns listade i Catalogue of Life.